# Bibliothèque publique de Drummondville
La bibliothèque publique de Drummondville est la seule bibliothèque municipale de la ville de Drummondville. Elle assure les missions traditionnelles des bibliothèques publiques au Québec et propose, en 2025, une collection de 235 000 documents sur différents supports.

## Histoire
Dès 1948, plusieurs citoyens de Drummondville souhaitent se doter d'une bibliothèque publique. Une première proposition en ce sens est présentée au conseil municipal en mars 1950 et suggère l'utilisation d'un local dédié à l’École d’arts et métiers, institution à l'origine de l'initiative, ainsi que l'implication de bénévoles membres du personnel enseignant. Cette proposition est accueillie favorablement par le maire de l'époque, Antoine Biron, qui annonce peu de temps après, l’ouverture prochaine de la première bibliothèque publique de Drummondville.
En juin 1950, une première récolte de volumes permet de recueillir plus de 2500 livres, auxquels est ajoutée la collection léguée de 3000 ouvrages de la bibliothèque paroissiale de Saint-Frédéric. L'inauguration officielle de la bibliothèque a lieu en mai 1951.
En septembre 1953, la bibliothèque est temporairement relocalisée à l'École Garceau, dû au manque d'espace et au nombre grandissant d'élèves. En mai 1955, une relocalisation plus permanente est réalisée dans les locaux de l’ancien hôtel de ville sur la rue Saint-Joseph, où la bibliothèque demeurera pour les 25 années suivantes,. En octobre 1956, la bibliothèque voit son appellation officielle adoptée par règlement municipal, soit la Bibliothèque municipale de Drummondville. En août 1971, soit 21 ans après son inauguration, Henri Talbot devient officiellement le premier directeur de la bibliothèque,. La collection est alors constituée d'un fonds de 40 000 documents, dont 5000 pour les enfants,. Initialement, la bibliothèque occupe la salle principale de l’édifice au coin de la rue Saint-Jean et du boulevard Saint-Joseph. Des travaux de rénovation importants sont réalisés en 1978 faisant en sorte que la bibliothèque occupe dorénavant les trois étages.
Au début des années 1980, la popularité de la Bibliothèque de Drummondville est telle qu’elle se voit une fois de plus confrontée à des problèmes d’espace. Sa fréquentation n’a cessé d’augmenter au fil des ans, faisant passer le nombre de prêts annuels de 21 000 en 1955, à 135 000 en 1982. Cette réalité pousse de nouveau la municipalité à chercher un nouvel emplacement afin de poursuivre les activités de la bibliothèque. Plusieurs acteurs politiques sont alors impliqués dans le processus et de nombreux facteurs doivent être pris en compte, ce qui rend l’opération complexe. Grâce, entre autres, à la participation du Gouvernement du Québec et à une entente avec la commission scolaire protestante St-Francis, la Ville entrevoit une piste de solution dans l’acquisition et la rénovation du Drummondville High School, au 545, rue des Écoles.
Le nouveau Centre d’information documentaire de Côme-Saint-Germain voit le jour en octobre 1983. Cette nouvelle appellation est choisie en l’honneur du frère Côme Saint-Germain (1897 – 1992), un homme reconnu pour ses qualités humaines, qui a consacré plus de soixante ans de sa vie à l’éducation en œuvrant dans plusieurs établissements et en ayant influencé une multitude de personnalités importantes de la région. À la suite de l'ouverture du nouveau site, les activités de la bibliothèque se multiplient et les statistiques de fréquentation bondissent de 60% dès la première année.
La bibliothèque municipale Côme-Saint-Germain est demeurée ouverte de 1983 jusqu'à son déménagement en 2017, sur le site actuel,. Au terme de ses activités, la bibliothèque municipale Côme-Saint-Germain avait procédé à 406 000 prêts pour l'année 2016.

## Édifice Francine-Ruest-Jutras
Le transfert vers le site actuel s'est déroulé de la mi-juillet 2017 jusqu’à septembre 2017. Durant cette période de transition, plusieurs mesures ont été mises en place afin d'atténuer l’impact du déménagement sur les services à la population. Depuis le 7 septembre 2017, la Bibliothèque loge dans un nouvel édifice nommé en l'honneur de l'ancienne mairesse de Drummondville, Francine Ruest-Jutras. Le nouveau nom a été entériné par le conseil municipal le 20 février 2017, sur la recommandation de la Commission de la toponymie et de la reconnaissance civique de la Ville. Dans le but de célébrer son ouverture, la bibliothèque a tenu une semaine de festivités entre les 10 et 17 septembre 2017, durant laquelle une programmation d’activités variées a été mise en place.
Le nouvel édifice a coûté 21 millions de dollars dont 6,5 millions ont été payés par le gouvernement du Québec dans le cadre du programme d'aide aux immobilisations du ministère de la Culture et des Communications. Le projet a été conçu par Chevalier Morales Architectes en consortium avec DMA architectes, la même équipe ayant conçu la bibliothèque de Pierrefonds qui a ouvert ses portes le 23 mai 2019. Chevalier Morales architectes avait déjà réalisé la bibliothèque Saul-Bellow en 2015 et la Maison de la littérature de Québec en 2016.
Certains éléments d’architecture du bâtiment sont inspirés de l’histoire de Drummondville, plus particulièrement de son passé industriel et hydroélectrique. Ainsi, les circulations verticales et l’escalier-turbine, rappellent les turbines qui servent à la génération d’électricité dans les barrages. Le reflet vert-bleuté observé dans la fenestration de l'immeuble a été choisi afin de rappeler les couleurs du laitier de fonte, un sous-produit généré durant les activités de forges qui ont marqué le passé industriel de la ville.
Pour ce projet, le consortium a été nommé lauréat du concours d’architecture en 2014, a reçu la certification LEED Or en 2017, ainsi que le Grand Prix d’excellence de l’OAQ en 2019.

## Description
La bibliothèque offre les services et activités classiques que l'on retrouve habituellement comme l'heure du conte, des conférences ou le prêt de documents (livres, CD, DVD, revues). Elle compte une section consacrée à la clientèle adolescente (au premier étage) et une pour la jeunesse (au rez-de-chaussée). Un salon des nouveautés a également été aménagé.
L'édifice héberge la Société d'histoire de Drummond ainsi que la Société de généalogie de Drummondville.
Des postes informatiques pour aller sur Internet ou pour utiliser des logiciels sont disponibles à plusieurs endroits et les visiteurs peuvent utiliser leur propre équipement. Des postes informatiques donnant accès au catalogue peuvent être utilisés sur place. L'accès sans fil à Internet est aussi disponible dans toutes les sections. Un café a été aménagé à l'intérieur de la bibliothèque et une zone café, située près du grand escalier et équipée de tables et de chaises, permet la consommation de nourriture et boissons.
Une distributrice à œuvres d'art, similaire aux machines distributrices Distroboto, est également accessible à l'intérieur de la bibliothèque. Les visiteurs peuvent ainsi se procurer une œuvre pour un prix variant de 2$ à 8$.
La patinoire réfrigérée Victor-Pepin est adjacente à la bibliothèque. Il est ainsi possible d'observer les patineurs à partir d'un des espaces de lecture situé au deuxième étage de la bibliothèque.
Deux cours intérieures sont aménagées entre les murs de la bibliothèque et sont accessibles aux usagers, mais sont par contre fermées en hiver.

## Prix et distinctions
En 2022, la bibliothèque publique de Drummondville a obtenu une note de 76% (4 sur 5) dans le cadre du programme BiblioQUALITÉ supervisé par l’Association des bibliothèques publiques du Québec (ABPQ) et le Réseau BIBLIO du Québec. Ce score la place dans le 83e rang percentile de l’ensemble des bibliothèques de villes de tailles similaires, et au-delà de la moyenne globale pour la région Centre-du-Québec. Dans le cadre de cette analyse, la bibliothèque se démarque par la croissance de ses collections, la superficie des installations et par le nombre de personnes employées par l’établissement.

## Galerie

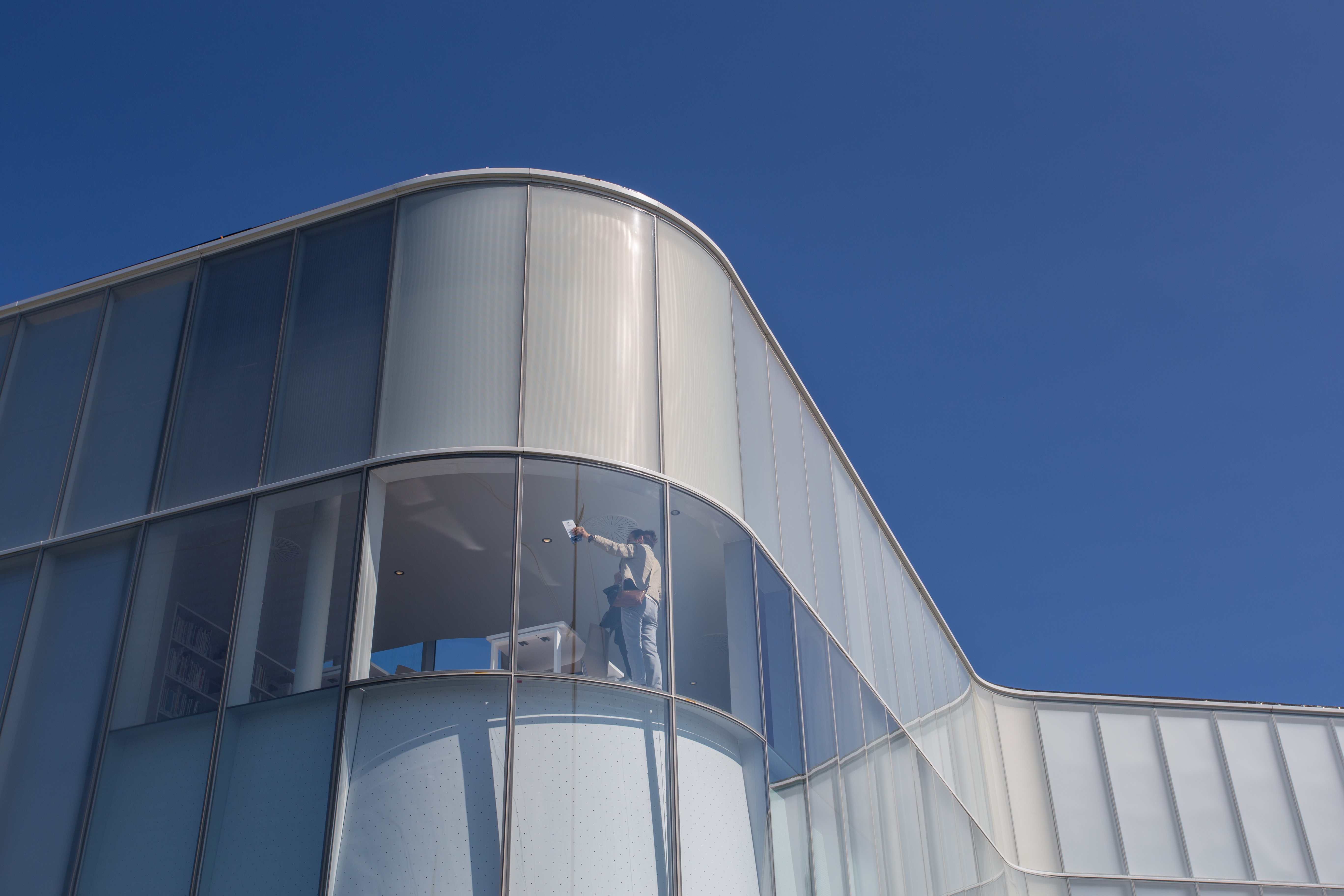
Détail extérieur
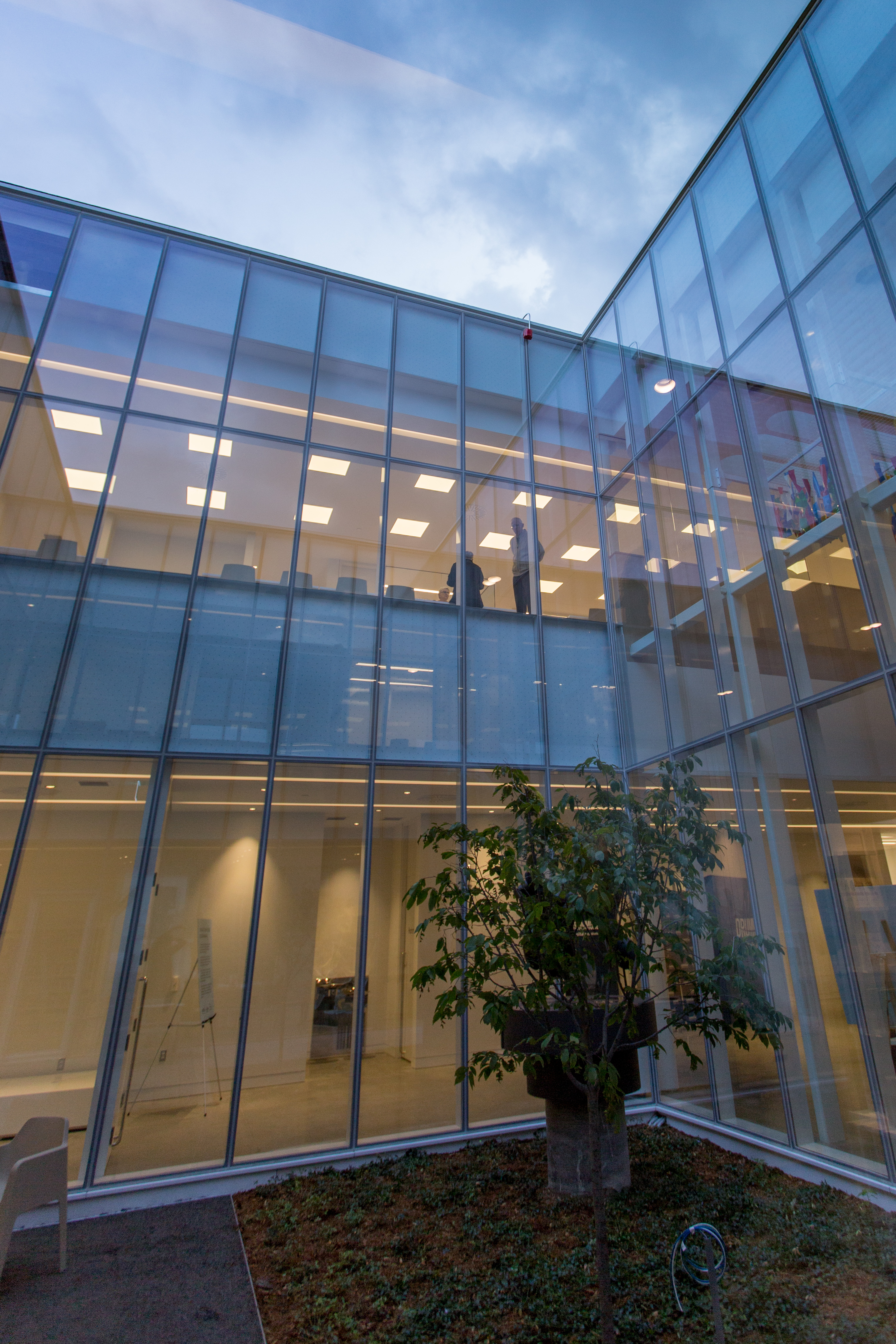
Vue de l'extérieur
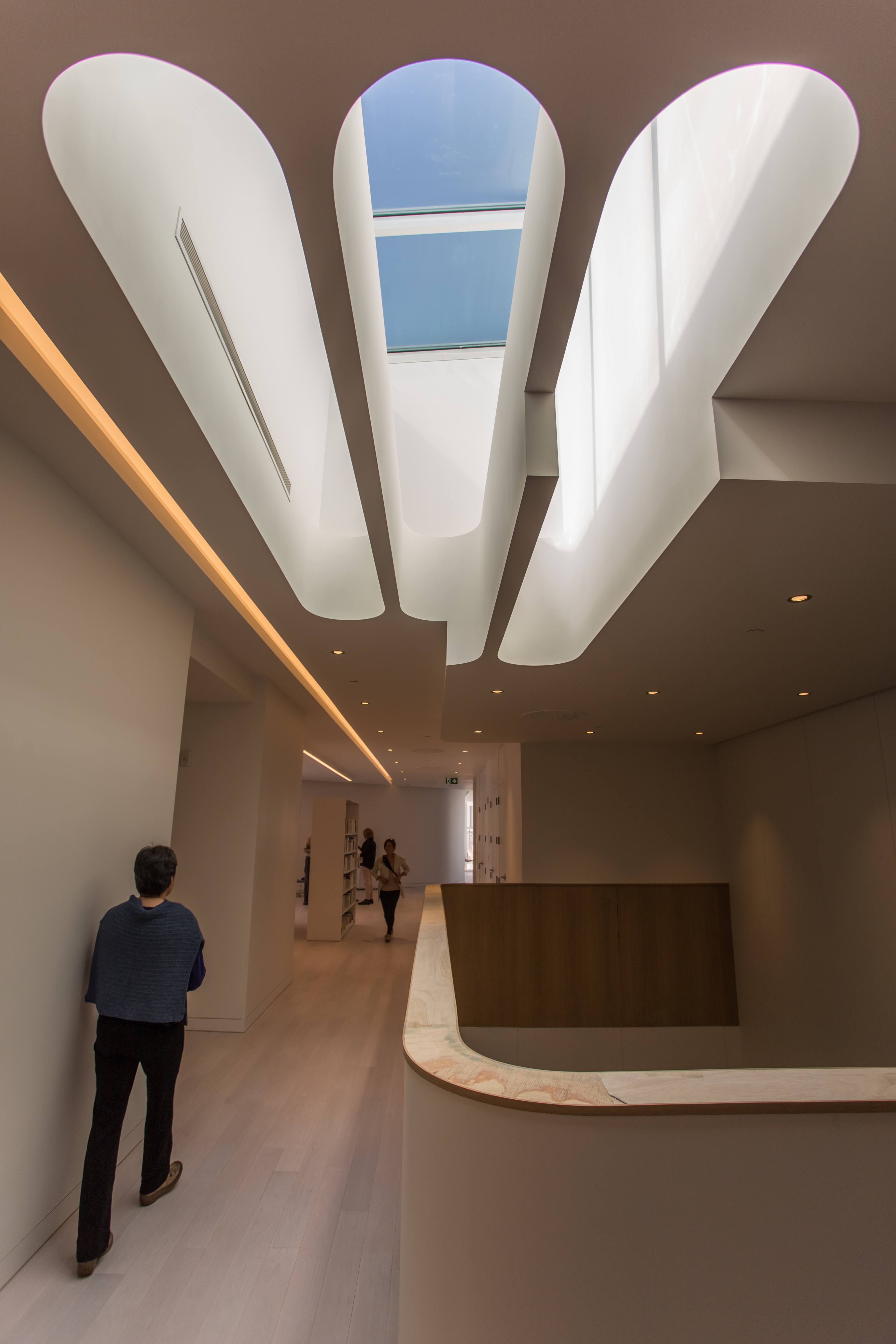
Puits de lumière
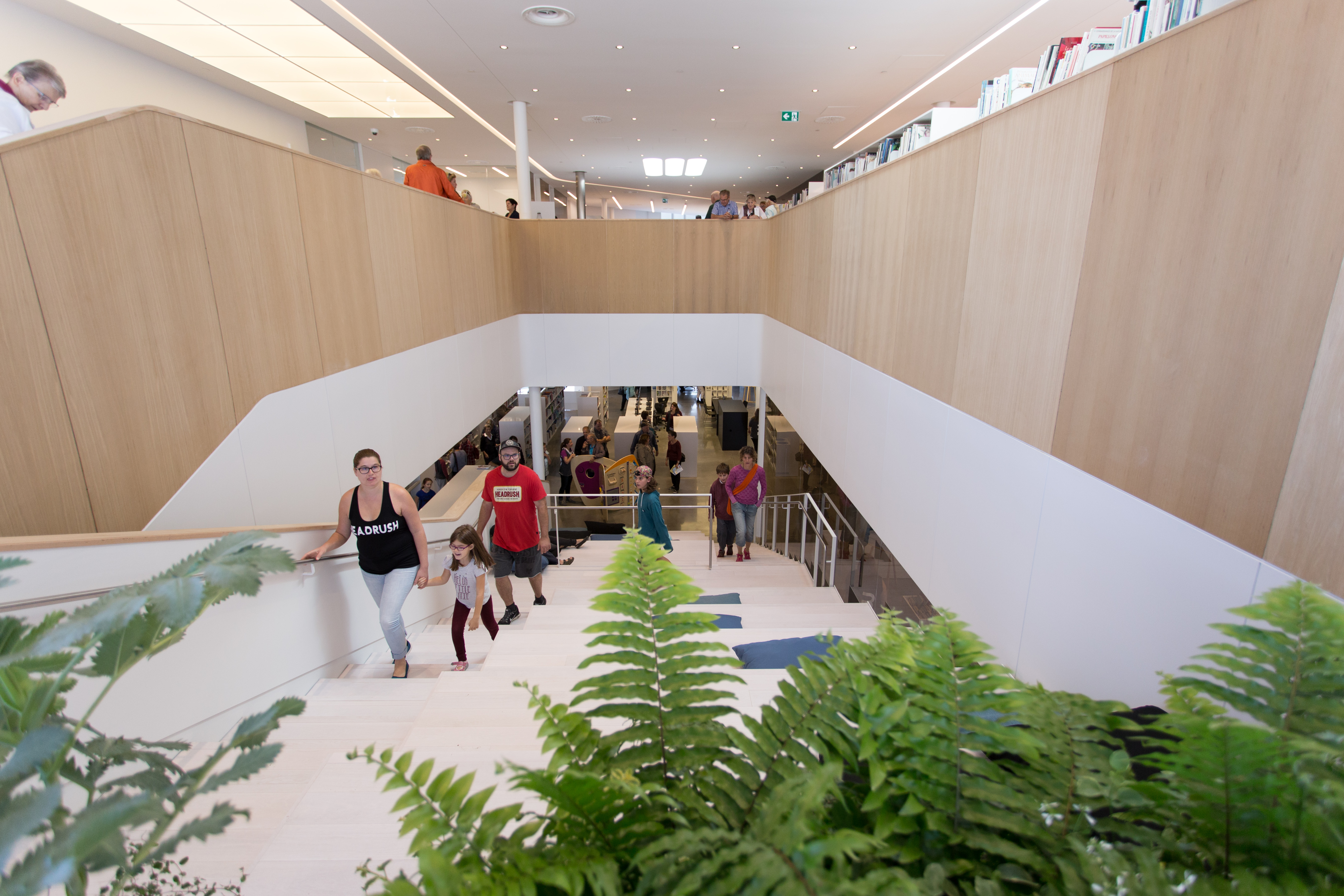
Gradins
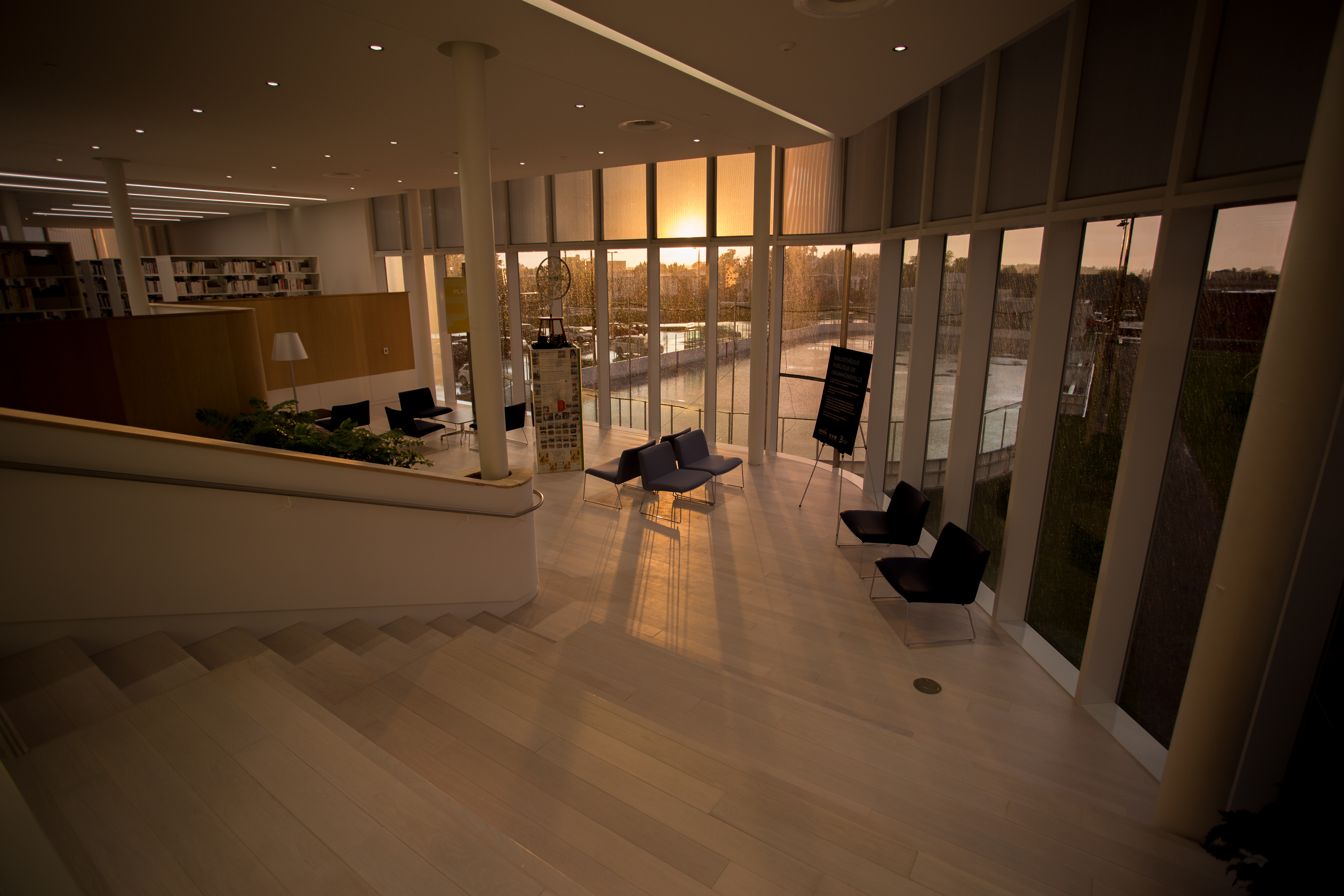
Vue sur la patinoire Victor-Pepin
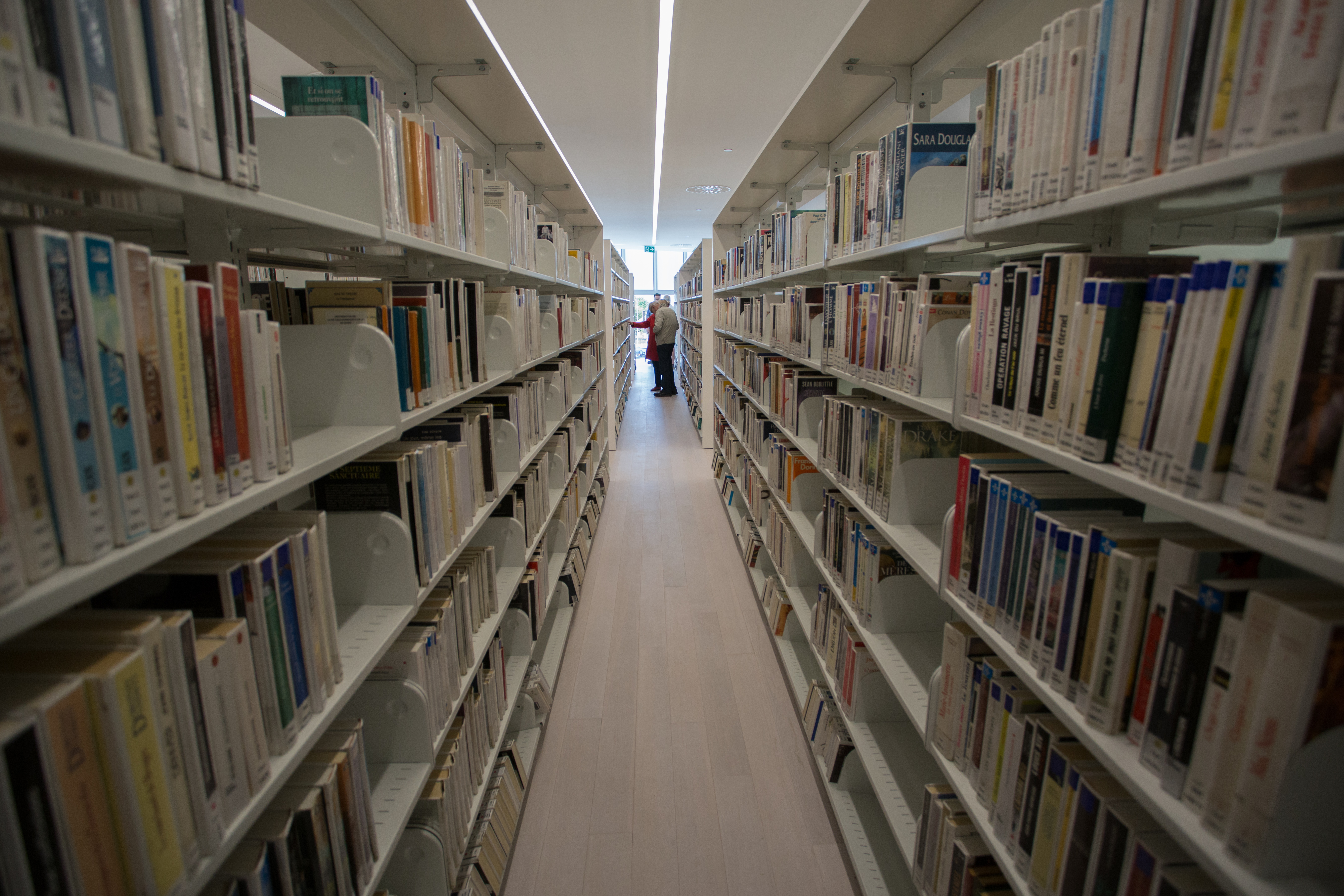
Rayonnages de livres
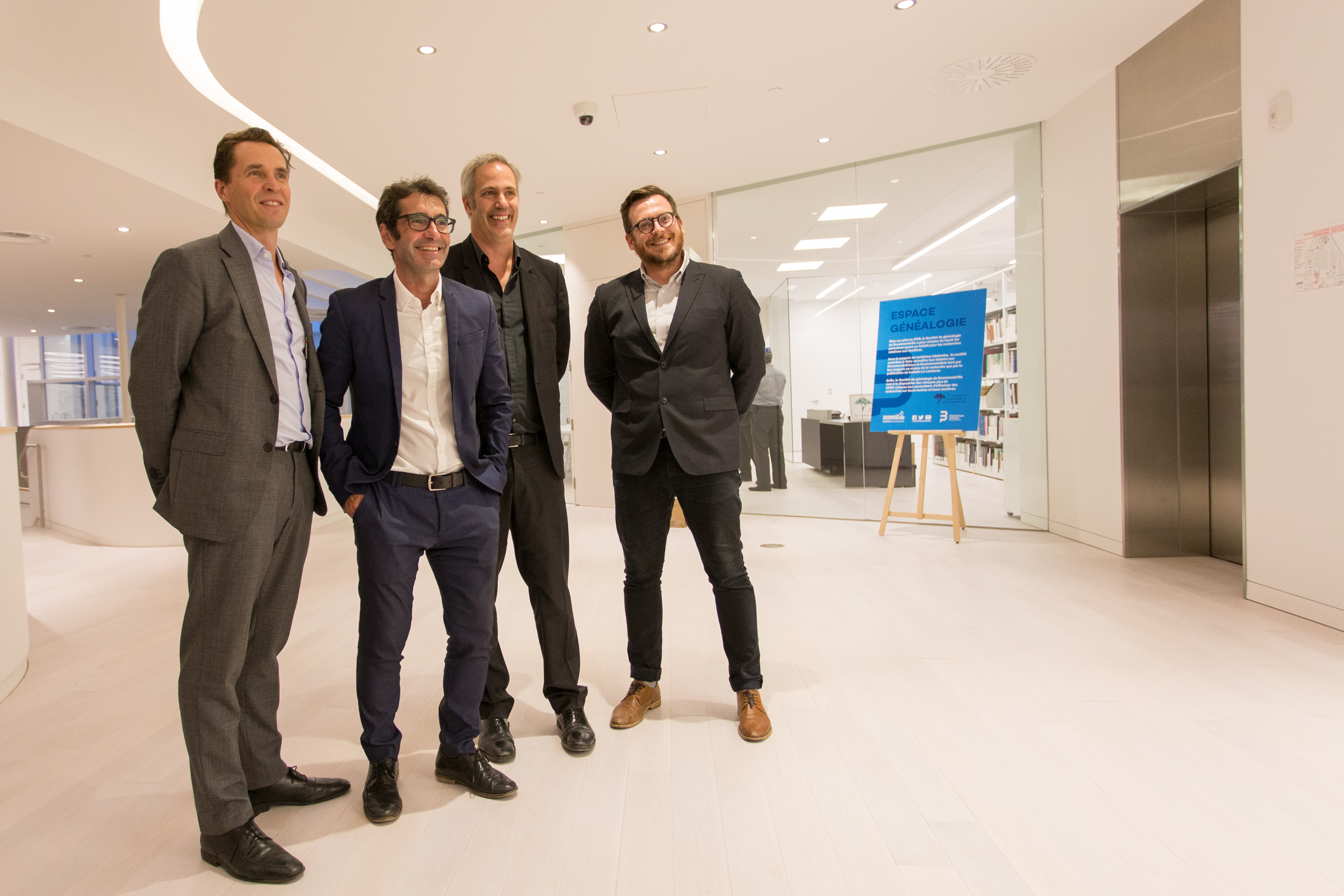
Architectes du projet